# Lars Lunde
Lars Henri Lunde (ur. 21 marca 1964 w Nyborgu) – duński piłkarz występujący na pozycji napastnika. Trener piłkarski.

## Kariera klubowa
Lunde karierę rozpoczynał w sezonie 1982 w pierwszoligowym zespole B 1909. W 1983 roku przeszedł do Brøndby IF, gdzie spędził dwa sezony. W 1984 roku został graczem szwajcarskiego BSC Young Boys. W sezonie 1985/1986 zdobył z nim mistrzostwo Szwajcarii.
W trakcie sezonu 1986/1987 Lunde przeszedł do niemieckiego Bayernu Monachium. W Bundeslidze zadebiutował 18 października 1986 w zremisowanym 1:1 meczu z Blau-Weiß 90 Berlin. 28 marca 1987 w wygranym 2:1 spotkaniu z Hamburgerem SV strzelił pierwszego gola w Bundeslidze. W sezonie 1986/1987 wywalczył z zespołem mistrzostwo Niemiec, a także dotarł do finału Pucharu Mistrzów.
Na początku 1988 roku Lunde został wypożyczony do szwajcarskiego FC Aarau. W sezonie 1987/1988 zajął z nim 3. miejsce w lidze szwajcarskiej. W Aarau występował do końca sezonu 1988/1989. Potem grał jeszcze w drugoligowych drużynach SC Zug oraz FC Baden, gdzie w 1991 roku zakończył karierę.

## Kariera reprezentacyjna
W reprezentacji Danii Lunde zadebiutował 10 września 1986 w wygranym 1:0 towarzyskim meczu z NRD. W latach 1986–1987 w drużynie narodowej rozegrał 2 spotkania.